# Gwijde I van La Roche
Gwijde I van La Roche (circa 1205 - 1263) was van 1225 tot 1260 heer en van 1260 tot aan zijn dood hertog van Athene. Hij behoorde tot het huis La Roche.

## Levensloop
Gwijde was een zoon van Otto van La Roche en diens echtgenote Isabella, dochter van heer Gwijde van Ray. Zijn vader nam deel aan de Vierde Kruistocht en werd in 1205 aangesteld tot heer van Athene, waarna Gwijde en meerdere andere familieleden naar Griekenland trokken. Nadat Otto in 1225 terugkeerde naar zijn Bourgondische vaderland, werd Gwijde heer van Athene.
Hij resideerde in Thebe. Gwijde bevorderde de landbouw en de zijdeteelt en sloot in 1240 een handelsakkoord met de Republiek Genua. Ook sloot hij een bondgenootschap met Willem II van Villehardouin, de vorst van Achaea, die hij in 1248 bijstond bij de verovering van Monembasia. De ambities van Willem zorgden echter voor een breuk tussen Achaea en Athene. In 1255 liet Willem zijn aanspraken gelden op het leenheerschap over de drie heerlijkheden van Euboea, wat door de Republiek Venetië geweigerd werd. Vervolgens brak er oorlog uit tussen beide partijen, waarbij Gwijde zich aan de zijde van Venetië schaarde. Als tegenreactie liet Willem van Villehardouin ook zijn aanspraken op de suzereiniteit over Thebe gelden. In de zomer van 1258 werden Gwijde en zijn vazallen bij de berg Karydi verslagen door Willem. Vervolgens moest Gwijde zich onderwerpen aan de vorst van Achaea.
Daarna moest Gwijde zich verantwoorden in het door Willem II opgerichte gerechtshof van Nikli, maar tot verrassing van deze laatste weigerde het gerechtshof een oordeel te vellen, omdat Gwijde geen vazal was van Achaea. Om opheldering te krijgen over de precieze leenverhoudingen tussen de hertog van Athene en de vorst van Achaea, werd de hulp van koning Lodewijk IX van Frankrijk als bemiddelaar ingeroepen. Daarvoor moest Gwijde naar Frankrijk afreizen, waardoor hij zijn broer Otto aanstelde als regent in zijn gebieden. Nadat Gwijde aangekomen was in Frankrijk, oordeelde Lodewijk IX dat Gwijde nooit een leeneed had afgelegd tegenover Willem en benadrukte hij dat ze elkaars gelijke waren door Gwijde tot hertog van Athene te verheffen.
Ondertussen leed Willem II van Villehardouin in september 1259 in de Slag bij Pelagonia een vernietigende nederlaag tegen de Byzantijnse keizer Michaël VIII Palaiologos. Vervolgens belegerden de Byzantijnse troepen Thebe, maar Gwijdes broer Otto kon die succesvol afweren. Door de gevangenschap van de vorst van Achaea was Gwijde bij zijn terugkeer in Athene in 1260 de enige Frankische vorst in Griekenland. Hij werd door de echtgenote van Willem van Villehardouin zelfs aangesteld tot baljuw van Achaea, omdat alle andere baronnen ook in Byzantijnse gevangenschap waren beland. In naam van Achaea sloot Gwijde vrede met Venetië, in ruil voor de vrijlating voor de drie heren van Euboea. Nadat keizer Michaël VIII Palailogos in juni 1261 Constantinopel heroverde, werd het Byzantijnse Rijk hersteld en kwam er een einde aan het Latijnse Keizerrijk. De laatste Latijnse keizer, Boudewijn II, werd vervolgens door Gwijde opgevangen in Athene.
Vanaf dan deed Gwijde diplomatieke inspanningen om de vrijlating van Willem II van Villehardouin te bekomen. Keizer Michael eiste in ruil voor de vrijlating van de vorst de burchten van Maina, Misithra, Geraki en Monembasia. Na overleg met het Hooggerechtshof van Achaea in Nikli ging Gwijde op deze eisen in. Nadat Villehardouin in 1262 de Byzantijnse keizer erkende als leenheer, werd hij terug vrijgelaten.
Gwijde I van La Roche overleed in 1263 en werd bijgezet in het Klooster van Dafni.

## Huwelijk en nakomelingen
Gwijde was gehuwd met Agnes, dochter van Hugo van Bruyères, heer van Karytaina. Ze kregen volgende kinderen:
- Jan I (overleden in 1280), hertog van Athene
- Willem I (overleden in 1287), hertog van Athene
- Alix (overleden rond 1277), huwde rond 1250 met heer Jan II van Beiroet
- Isabella, huwde eerst in 1256 met Godfried van Bruyères, heer van Karytaina, en daarna in 1277 met graaf Hugo van Brienne
- Margaretha, huwde in 1252 met graaf Hendrik I van Vaudémont